# Телеграф-Бей

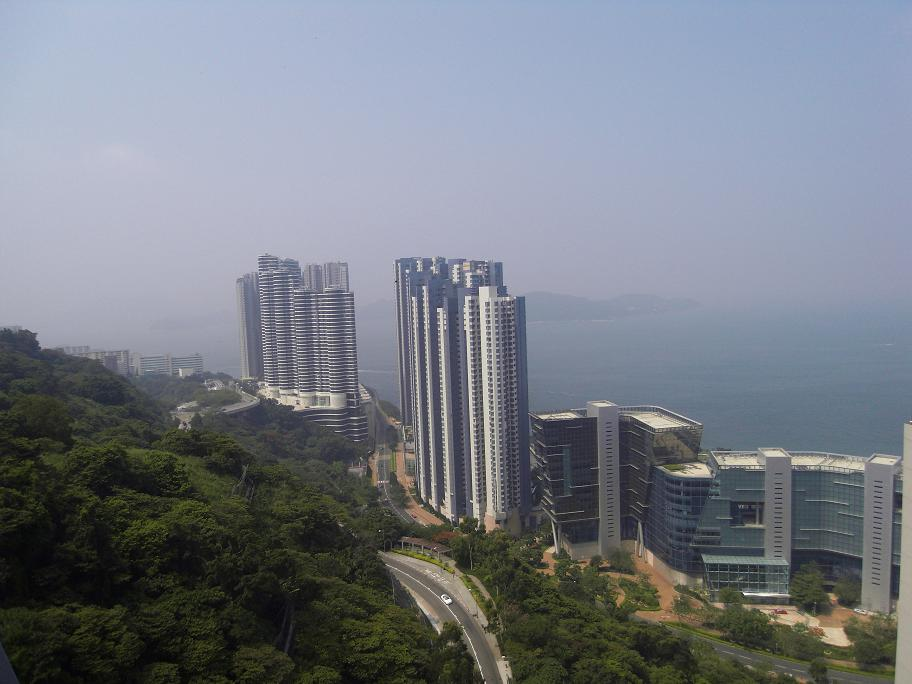
Телеграф-Бэй

Телеграф-Бэй (Telegraph Bay или Kong Sin Wan, 綱綫灣, Консиньвань; ранее был известен как Tai Hau Wan, 大口灣, Тайхаувань) — гонконгский район, входящий в состав округа Южный. Расположен на западном побережье острова Гонконг.

## История
Изначально залив и район на его берегу назывались Тайхаувань. В конце XIX века утвердилось нынешнее название Телеграф-Бэй, так как именно здесь начинался телеграфный кабель компании Cable & Wireless, тянувшийся за границу. В 2000-х годах на территории района был построен комплекс «Киберпорт».

## География
На востоке Телеграф-Бэй граничит с районом Покфулам, а на западе ограничен водами заливов Телеграф-бэй и Уотерфолл-бэй. Вдоль побережья тянется набережная и парк Уотерфронт.

## Экономика
В Телеграф-Бэй расположен технопарк «Киберпорт» (Cyberport, 數碼港), включающий в свой состав офисные здания, центр выставок и конференций, отель Le Meridien Cyberport, торгово-развлекательный комплекс The Arcade и несколько паркингов (построены в 2002—2004 годах), а также жилой комплекс «Бель-Эйр» (построен в 2004—2008 годах). «Киберпорт» управляется компанией Hong Kong Cyberport Management Company Limited, принадлежащей правительству Гонконга. Технопарк создан, чтобы стимулировать развитие и внедрение в Гонконге информационных технологий, интернета и мультимедиа.
В «Киберпорте» расположен исследовательский центр компании Jolla, офисы и исследовательские лаборатории компаний Microsoft, IBM, CSL Limited, Marks & Clerk, штаб-квартира социальной сети Live it China. Также в районе расположены несколько ресторанов и магазинов, подстанция Hongkong Electric Company и современная станция очистки сточных вод.

## Транспорт

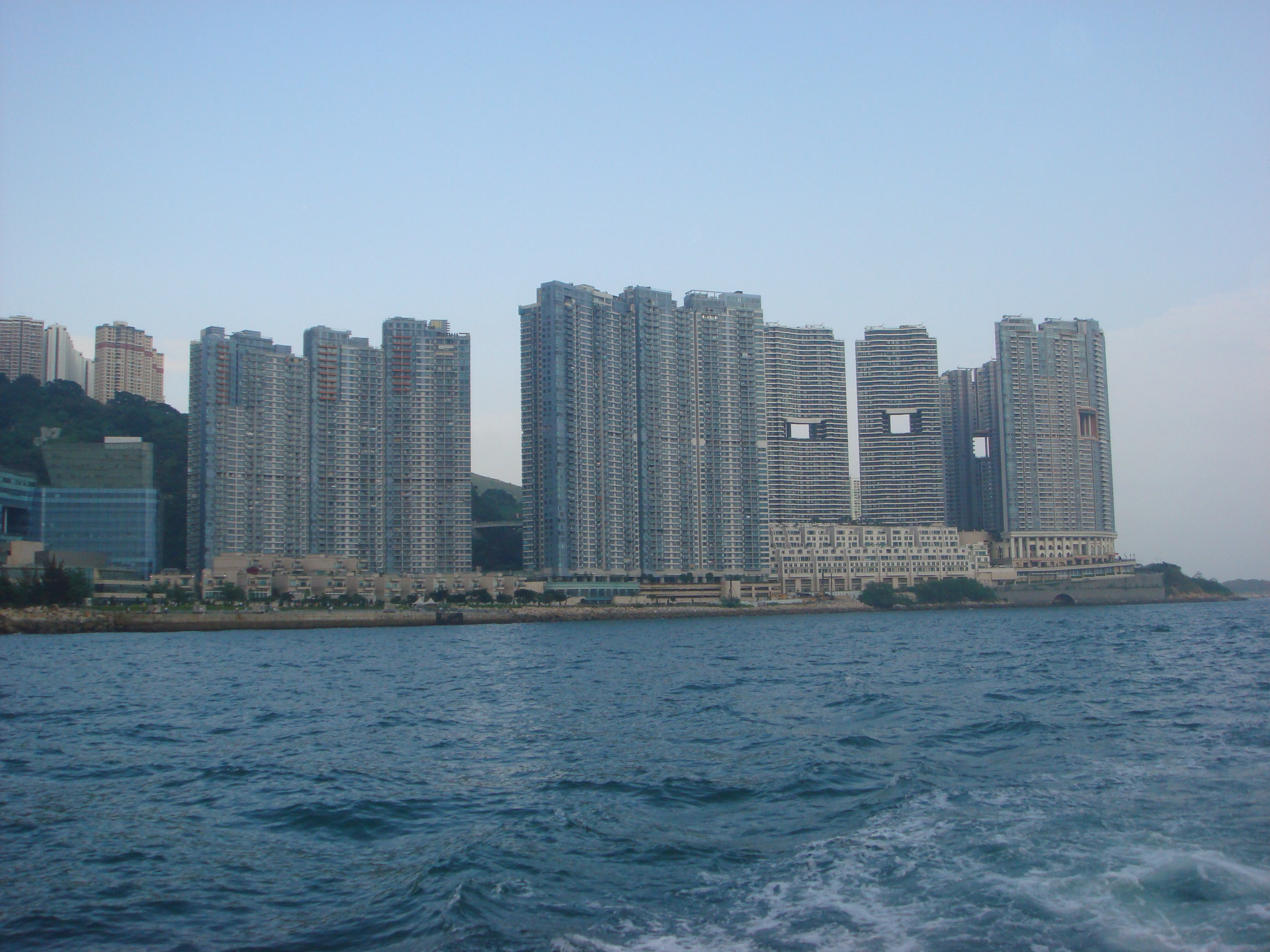
Бэль-Эйр

Главной транспортной артерией района является улица Сайберпорт-роуд. Через район пролегает сеть автобусных маршрутов (в том числе и микроавтобусов). Узловой станцией является автобусный терминал «Киберпорт». Имеется несколько стоянок такси.

## Культура и образование
В «Киберпорте» находятся учебный центр Гонконгского университета, технологический институт Э-Бизнес и современный кинотеатр «Сайберпорт Бродвей Театр». В «Киберпорте» проводятся различные выставки (например, Mobile Asia Expo), конференции, семинары и учебные программы, презентации высокотехнологических проектов и стартапов, а также тренинги по тимбилдингу.